# Ravna, Sofia
Ravna (în bulgară Равна) este un sat în comuna Godeci, regiunea Sofia,  Bulgaria. 

## Demografie
Componența etnică a satului Ravna
     Bulgari (93,75%)
     Nicio identificare (6,25%)
     Altele (0%)
La recensământul din 2011, populația satului Ravna era de 16 locuitori. Din punct de vedere etnic, majoritatea locuitorilor (93,75%) erau bulgari. Pentru 6,25% din locuitori nu este cunoscută apartenența etnică.